# Хребет Жданко
Хребет Жданко — низкогорный меридиональный массив, протянувшийся на 13 км вдоль восточного (охотоморского) берега перешейка Поясок о. Сахалин. Вытянут с севера на юг, от мыса Красного и далее мимо мыса Никулина, почти на 90 км, высшая точка — гора Жданко (Тоссо)  — расположена в южной части (682 м). Сформировался в результате остывания лавовых потоков вулканогенного характера. Восточный склон хребта круто обрывается в море. Многочисленны кекуры. Климат муссонный, смягчаемый влияниями океанов. Хребет хорошо обводнён: со всех его сторон в море стекают многочисленные речки и ручьи, которые водопадами срываются прямо в Охотское море.

## Флора и фауна
Восточные склоны хребта обнажены или покрыты луговой растительностью. На лесных землях западного склона преобладают лиственные насаждения (ольха и берёза). К краснокнижным видам скалной флоры принадлежат можжевельник Саржента, соссюрея нупурипская, дрема сахалинская (смолёвка), пион обратнояйцевидный, прострел Татеваки, незабудочник сахалинский, стереукаулон Савича (редкий вид лишайника). В 1988 году получил статус памятника природы.